# Jiří Křeček
Jiří Křeček (11. dubna 1923 Most – 30. ledna 2014) byl český patofyziolog a autor vědeckých publikací z oblasti teoretické medicíny a biochemie.

## Život
Jiří Křeček se narodil v roce 1923, své nejranější dětství prožil s mladší sestrou Alenou v Lomu u Mostu. Oba rodiče byli učitelé, po otci zdědil lásku k vážné hudbě. Vystudoval reálné gymnázium v Mostě, po přijetí Mnichovské dohody se rodina přesunula ze Sudet k příbuzným do Příbrami a později do zámku v Kounicích. Středoškolská studia dokončil v Českém Brodě, poté absolvoval abiturientský kurz se zaměřením na chemii a za války byl nasazen v biologické laboratoři farmaceutické továrny Remed. Po osvobození se přihlásil na medicínu (úspěšně ji dokončil roku 1950) a pracoval ve Výzkumném a kontrolním ústavu farmaceutických závodů Spofa.
Po druhé světové válce byl členem Komunistické strany Československa a to podle vlastních slov velmi přesvědčeným. Jeho vědeckou kariéru v Československé akademii věd přerušila normalizace, protože nesouhlasil s okupací Československa a byl vyloučen z KSČ. V roce 1970 ještě ale krátce převzal vedení Fyziologického ústavu Akademie věd. Pak přišel o všechny stálé funkce v akademii věd a byla s ním přerušena spolupráce na pedagogické fakultě, kde přednášel. V osmdesátých letech odjel díky nabídce kádrového oddělení pracovně do Kuvajtu, kde mezi lety 1980–1985 působil jako profesor lékařské fakulty na ústavu klinické patologie.
V roce 1989 se zapojil do událostí okolo sametové revoluce. Sám vzpomínal, že vlastním autem vezl s Věnkem Šilhánem Alexandera Dubčeka na jednání s Václavem Havlem v divadle Laterna magika. Po revoluci byl zvolen starostou obce Jinočany. Z prvního sňatku měl děti Jitku (gynekoložka MUDr. Jitka Řezáčová) a Jana (chemik, Ing. Jan Křeček). Žil s druhou manželkou Helenou Dlouhou v Jinočanech u Prahy.
Zemřel 30. ledna 2014.

## Vědecká práce
V raném období se zabýval antihistaminiky, záhy se ale specializoval na vývojovou biologii. V 50. letech se ujal vedení oddělení individuálního vývoje fyziologického ústavu Akademie věd a navázal na studie Eduarda Babáka. Pořádal vědecká sympózia, přednášel na významných mezinárodních kongresech, v roce 1967 podnikl přednáškové turné po USA. Později zaměřil svůj výzkum na téma období odstavu ve spojení s vodním metabolismem a na tzv. kritické vývojové periody. V publikaci Údobí odstavu a vodní metabolismus, za níž získal titul DrSc., shrnul poznatky svědčící o tom, že odstav potkanů začíná s vymizením kojeneckého mikčního reflexu a končí s dozráním mechanizmů udržujících rovnovážný stav vodního metabolismu. Kniha obsahuje kapitolu popisující následky předčasného odstavu, které se projeví teprve v pozdějším životě. Významné výsledky bádání, které shrnul mj. ve filmu Generace, se v 60. letech pokusil prokázat i u lidí, kteří strávili nejranější období vývoje v kojeneckém ústavu. Studie pozdních důsledků časných adaptací na odstav byla ale přerušena normalizací s následným obdobím perzekuce a nepodařilo se ji znovu obnovit. V roce 2007 vyšla knižní podoba jeho shrnující práce Jedinec: gen – prostředí – vývoj.

## Zajímavosti
Byl nedobrovolným členem týmu expertů, kteří od roku 1955 pečovali o mumifikované ostatky Klementa Gottwalda.

## Publikace

### Publikace v odborných časopisech
- V. Jelínek, J. Křeček: Stanovení vitaminu E se zřetelem k zvláštním potřebám klinickým, ČLČ, 84, 432, 1945.
- J. Křeček: Contribution a l´étude du mode d´action des substances antihiminiques, C. R. Soc. Biol. 142, 1039-1041, 1948.
- J. Šterzl, J. Křeček: Competitive Inhibition by Histamine and Thiamine of the Metabolic Influence of Antihistamines on Bacteria, Nature 164, 700-702, 1949.
- J. Křeček, J. Křečková: Farmakologie antihistaminik u nás připravených, Biol. listy. Supplemenum I (ed. O. Poupa), 30-38, 1950.
- J. Kržeček, F. Štěpanek: Fosfatnyj energetičeskij metabolizm v mozgach molodych krys, Čechoslovackaja fyziologia, 2, 297-302, 1953.
- J. Křeček, J. Křečková, H. Dlouhá: On Problems of the Regulation of Water Intake in Newborn Mammals, Physiol. Bohemoslov. 5. Suppl., 33-37, 1956.
- M. Kraus, J. Anděl, H. Dlouhá, V. Flandera, J. Křeček, J. Křečková and J. Rokos: The Development and Length of Life of Rats Weaned Normally and Prematurely and Living on a Free Choice of Electrolyte Solutions. In: The development of homeostasis. Proc. of the Symposium of CSAV. Chairman E. F. Adolph, 117-121, 1961. Publishing House of CzASc.
- J. Křeček, V. Palatý: The Effect of Premature Weaning on the Development of Androgenic Activity in Male Rats, Physiol. Bohemosl. 16, 501-507, 1967.
- J. Křeček: The Weaning Period as a Critical Period of Development. In: The Postnatal Development of Phenotype, Proc. of the Symposium CSAV, Chairman M. A. McCance, 33-44, 1970. Academia and Butterworth.
- J. Křeček: The Theory of Critical Developmental Periods and Postnatal Development of Endocrine Function. In: The Biopsychology of Development. Ed. E. Tobach, L. R. Aronson and E. Shaw. 233-248, 1971. Academic Press.
- J. Křeček, V. Nováková, K. Stibral: Sex Differences in the Taste Preference for a Salt Solution in the Rat. Physiol. Behav. 8, 183-188, 1972.
- H. Dlouhá, J. Křeček, J. Zicha: The Renal Concentrating Ability of Newly Born Brattleboro Rats (Hereditary Diabetes Insipidus). Experientia 32, 59-60, 1976.
- H. Illnerová, J. Vaněček, J. Křeček, L. Wettenberg, J. Sääf: Effect of one minute exposure to light at night on rat pineal serotonin N-acetyltransferase and melatonin. Journal of Neurochemistry 32, 673-675, 1979.
- J. Křeček: Holismus and Life Manifestations: Molecular and Space-Time Biology, Physiol. Res., 59, 157-163, 2010.

### Autorství a spoluautorství knih
- K. Čapek, P. Hahn, J. Křeček, J. Martínek: Studie o fyziologii novorozených mláďat. Rozpravy Československé Akademie Věd. Nakladatelství ČSAV, 1956.
- J. Křeček: Údobí odstavu a vodní metabolismus. Babákova sbírka 28, Státní zdravotnické nakladatelství, 1962.
- J. Křeček: Patologická fysiologie ledvin. Státní pedagogické nakladatelství, 1972
- G. Dlouga, I. Kržeček, J. Natočin: Ontogenez počky. Nauka, Leningrad, 1981.
- J. Křeček: Jedinec: gen, prostředí, vývoj. Academia, 2007